# Wolfgang Rudolph (Puppenspieler)
Wolfgang Rudolph (* 1945; † 25. September 2020 in Meißen) war ein deutscher Puppenspieler. Er leitete mehrere Jahre die Puppenbühne des Brandenburger Theaters in Brandenburg an der Havel. In der DDR war er Oppositioneller.

## Leben und Wirken
Wolfgang Rudolph wuchs in der Stadt Brandenburg an der Havel auf. Dort legte er sein Abitur ab. Ein geplantes Studium der Theologie nahm er nicht auf, sondern arbeitete als Krankenpfleger. Er begann, sich dem Puppenschauspiel zu widmen und trat am Brandenburger Theater auf. Aufgrund seiner oppositionellen Haltung zur DDR geriet er in Konflikt beispielsweise mit der Staatssicherheit. Rudolph war Mitglied kirchlicher Friedens- und Umweltgruppen in Brandenburg an der Havel. Er war neben weiteren Persönlichkeiten 1982 anlässlich der Friedensdekade der evangelischen Kirche Mitgründer eines Friedensarbeitskreises, der 1989 zu einem der zentralen Akteure der Wendeereignisse in Brandenburg avancierte. Die Staatssicherheit plante, Wolfgang Rudolph gegebenenfalls in einem Internierungslager unterzubringen. Die Jacke, mit der Rudolph in den 1980er Jahren in Brandenburg seine oppositionelle Meinung und Einstellung öffentlich demonstrierte und zur Schau stellte, ist Ausstellungsexponat im Stadtmuseum Brandenburg.
Nach der politischen Wende 1989/90 etablierte Rudolph die Puppenbühne im Brandenburger Theater weiter. So gehen auch die alljährlich stattfindenden Brandenburger Figurentheatertage auf ihn zurück. Wolfgang Rudolph trat mit seinen Puppen und Figuren zu verschiedenen Gastspielen auch außerhalb Brandenburgs, so beispielsweise am  Anhaltischen Theater in Dessau oder am Theater der Altmark in Stendal auf.
In seinen letzten Jahren wohnte Rudolph mit seiner Partnerin, der Puppenspielerin Marita Dörner, in Meißen.